# Torneo de Reserva 1990-91
El Torneo de Reserva 1990-91 fue la quincuagésima edición del certamen organizado por la Asociación del Fútbol Argentino.
Participaron un total de 17 equipos, todos participantes de la Primera División 1990-91.
El certamen consagró campeón por cuarta vez en su historia a Ferro Carril Oeste.

## Equipos
De los 20 equipos, participaron 17 en esta edición ya que Mandiyú, Talleres de Córdoba y Chaco For Ever desistieron:
| Equipo                      | Ciudad        |
| --------------------------- | ------------- |
| Argentinos Juniors          | Buenos Aires  |
| Boca Juniors                | Buenos Aires  |
| Español                     | Buenos Aires  |
| Estudiantes de La Plata     | La Plata      |
| Ferro Carril Oeste          | Buenos Aires  |
| Gimnasia y Esgrima La Plata | La Plata      |
| Huracán                     | Buenos Aires  |
| Independiente               | Avellaneda    |
| Lanús                       | Lanús         |
| Newell's Old Boys           | Rosario       |
| Platense                    | Vicente López |
| Racing                      | Avellaneda    |
| River Plate                 | Buenos Aires  |
| Rosario Central             | Rosario       |
| San Lorenzo de Almagro      | Buenos Aires  |
| Unión                       | Santa Fe      |
| Vélez Sarsfield             | Buenos Aires  |

### Distribución geográfica de los equipos
| Región                 | Cant. | Equipos |
| ---------------------- | ----- | --- |
| Ciudad de Buenos Aires | 8     | Argentinos Juniors, Boca Juniors, Español, Ferro Carril Oeste, Huracán, River Plate, San Lorenzo de Almagro y Vélez Sarsfield |
| Conurbano bonaerense   | 4     | Independiente, Lanús, Platense y Racing                                                                                       |
| Provincia de Santa Fe  | 3     | Newell's Old Boys, Rosario Central y Unión                                                                                    |
| Ciudad de La Plata     | 2     | Estudiantes de La Plata y Gimnasia y Esgrima La Plata                                                                         |

## Sistema de disputa
Se llevó a cabo en dos ruedas, por el sistema de todos contra todos, invirtiendo la localía. La tabla final de posiciones del torneo se estableció por acumulación de puntos. El ganador se consagró campeón.

## Tabla de posiciones
| Pos. | Equipo                      | Pts. | J  | DG  | GF |
| ---- | --------------------------- | ---- | -- | --- | -- |
| 1.°  | Ferro Carril Oeste          | 46   | 32 | 30  | 56 |
| 2.°  | Rosario Central             | 42   | 32 | 14  | 39 |
| 3.°  | Independiente               | 42   | 32 | 12  | 48 |
| 4.°  | Newell's Old Boys           | 41   | 32 | 23  | 57 |
| 5.°  | San Lorenzo de Almagro      | 36   | 32 | 12  | 50 |
| 6.°  | Estudiantes de La Plata     | 36   | 32 | 6   | 41 |
| 7.°  | River Plate                 | 35   | 32 | 12  | 44 |
| 8.°  | Vélez Sarsfield             | 35   | 32 | 1   | 35 |
| 9.°  | Unión                       | 35   | 32 | 0   | 42 |
| 10.° | Argentinos Juniors          | 28   | 32 | 2   | 48 |
| 11.° | Platense                    | 28   | 32 | -12 | 33 |
| 12.° | Dep. Español                | 26   | 32 | -13 | 25 |
| 13.° | Racing                      | 25   | 32 | -18 | 30 |
| 14.° | Gimnasia y Esgrima La Plata | 25   | 32 | -19 | 26 |
| 15.° | Boca Juniors                | 23   | 32 | -16 | 32 |
| 16.° | Lanús                       | 21   | 32 | -14 | 37 |
| 17.° | Huracán                     | 20   | 32 | -20 | 32 |

|  | Campeón. |

|                                       |
|                                       |
| Campeón Ferro Carril Oeste 4.º título |